# Harmadik átmeneti kor

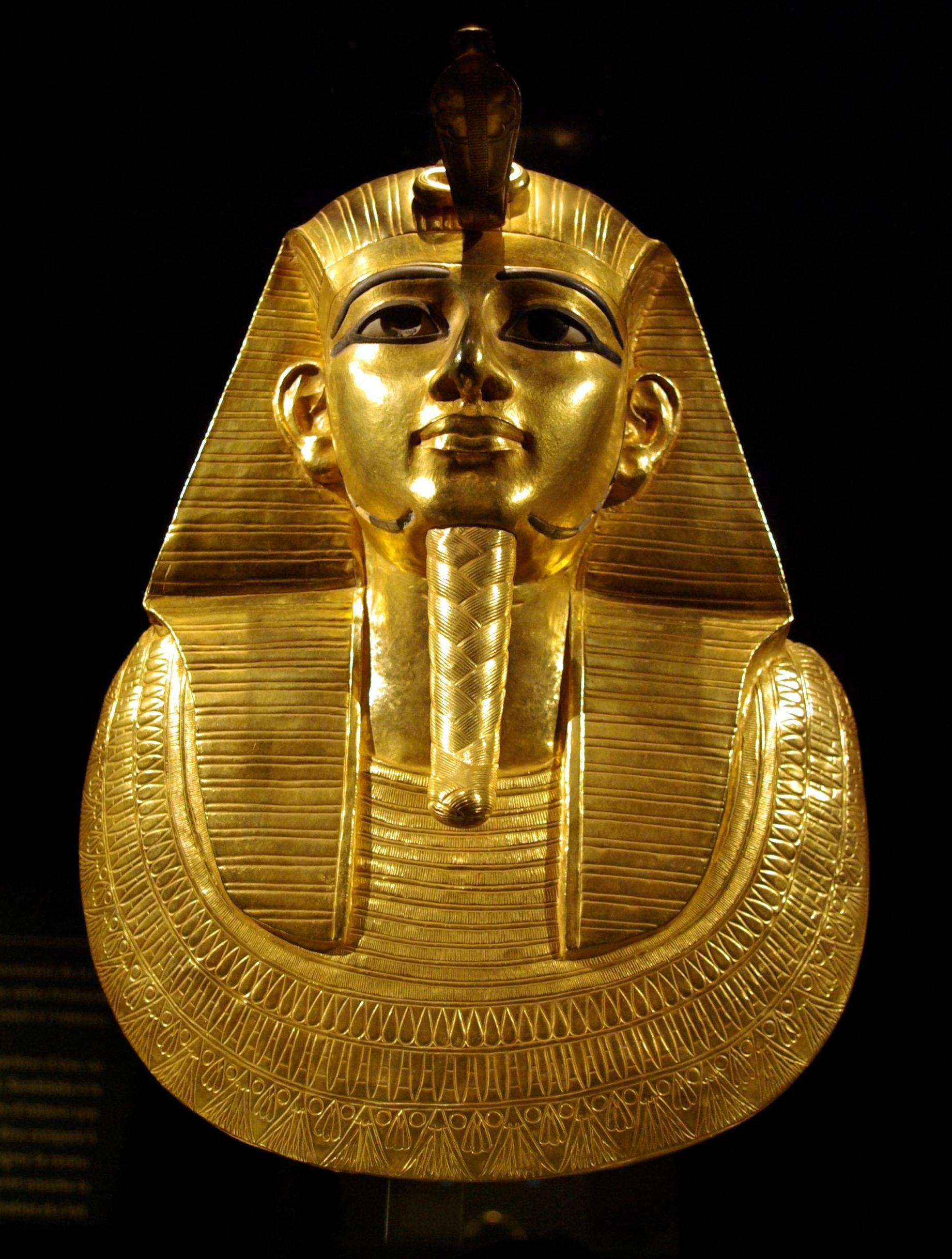
I. Pszuszennész halotti maszkja Taniszból

A harmadik átmeneti kor Egyiptom történelmében a XXI. dinasztiától számítódik. A korszak végének jelölésében a források nem egységesek. A Magyar nagylexikon  szerint a Kr. e. 656-ig uralkodó XXV. dinasztiabeli Tanutamon a kor utolsó fáraója. A XXIV. dinasztia utolsó királyával, Piye fáraóval Kr. e. 712-ben zárja ezt az érát. Allesandro Bongioanni: Ókori civilizációk. Egyiptom c. munkája i. e. 664-re, Taharka (Taharkó) uralkodásának végére teszi ennek az átmeneti korszaknak a befejezési időpontját. Szabó R. Jenő: Egyiptom című könyvében pedig nem is különíti el a későkortól mint önálló történelmi időszakot, mivel a korszakot – ellentétben az első és a második átmeneti korral – nem követte egy fellendülési periódus. De valamennyi forrás egyetért abban, hogy Egyiptom hanyatlása a XXI. dinasztiával, i. e. 1069/1070-től kezdődött. Ekkor Szmendész lett a fáraó, aki felesége révén formálhatott jogot a trónra. Szmendész a fővárost áthelyezte Per-Ramszeszből Taniszba (ma Szan el-Hagar ) és erőfeszítéseket tett ugyan az egységes hatalom helyreállítására, de Thébában Ámon főpapja, Herihór vezetésével a papság ragadta meg a hatalmat és terjesztette ki fennhatóságát a Nílus-völgyben el-Híbától Asszuánig. A fáraók a Nílus-deltában gyakorolhatták csak tulajdonképp a jogaikat. Tanisz korábban nem számított jelentős központnak, s a fáraó székhelyének átköltözését a vízi utak eliszaposodása is indokolhatta. A korszakban a hatalmi helyzetet bonyolította a líbiai tábornokok befolyásának erőteljes növekedése is, akik közül e korszakban több fáraó is kikerült. A harmadik átmeneti kor eseményeinek általános jellemzője volt a thébai Ámon-papság és a fáraók küzdelme a tényleges hatalomért, e harcban Egyiptom mint hatalmi tényező fokozatosan gyengült és elvesztette politikai befolyását a szomszédos országokban.

## A birodalom gyengülése

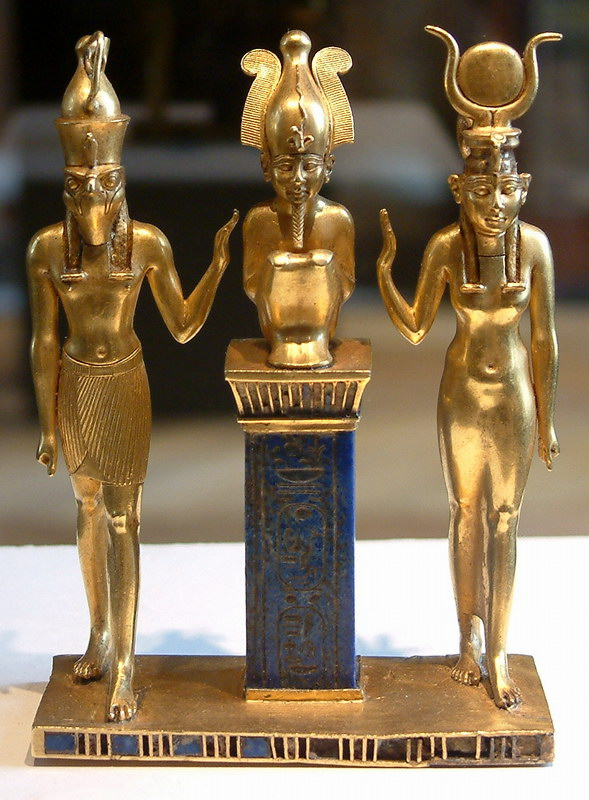
Hórusz, Ozirisz és Hathor Taniszból a Louvreban

XI. Ramszesz halálával letűnt a történelmi porondról a XX. dinasztia. Thébában Herihor, Ámon főpapja megragadta az alkalmat, hogy megszerezze a királyi címet. De tényleges hatalomra csak Thébában tudott szert tenni, mert Taniszban is megjelent egy új király, Szmendész, aki a XX. dinasztia oldalági leszármazottja volt és a felesége révén formálhatott jogot a fáraók kettős koronájára. A központi hatalom gyengülésével óriásira nőtt a közigazgatás szerepe, s ennek vezetője a vezír lépett elő első számú vezetővé. Így lett Szmendész, az alsó-egyiptomi vezír fáraóvá. Egyiptom kifelé igyekezett egységes állam képét mutatni. E célból a taniszi királyi ház és a thébai főpapi ház többször összeházasodással is lépéseket tett a hatalom egyesítésére, de nem sok sikerrel. A thébai főpapok névleg ugyan a taniszi fáraó vazallusai voltak, a fáraók időszámítását használták, ténylegesen azonban önálló állami létet teremtettek az általuk ellenőrzött Felső-Egyiptomban.
Amon főpapjainak emelkedése rangban és hatalomban háttérbe szorította a többi isten kultuszát, amely egyre inkább csak arra szolgált, hogy Amon nagyságát növelje. Ebben az időben jobbára úgy tekintettek az istenekre, mint Amon teremtő erejének kisugárzására. Ebből a korból származó halotti papiruszok már nem a halál istenének, Ozirisznak, hanem Amonnak tulajdonítják azt a hatalmat, hogy elbírálja, az istenek közé emelje a túlvilágra érkezőt.
Mivel mind az Amon papság, mind a fáraók a hadseregre támaszkodva akarták hatalmukat növelni, a tábornokok ráébredtek kivételes helyzetükre. Ennek eredményeként a XXI. dinasztia 5. uralkodója, a líbiai eredetű I. Oszorkon (Oszokhor) , aki i. e. 984-től 978-ig uralkodott. Személye már egy új éra előfutáraként értékelhető.
Bár a Taniszban feltárt, a Királyok völgyének pompájához nem hasonlítható királysírokból s a thébai nekropoliszban megbolygatott királyi múmiák újratekercselését és ceremoniális elhelyezését leíró jegyzőkönyvekből ismert a XXI.dinasztia uralkodóinak és főpapjainak neve, a dinasztia végződéséről mégis kevésbé tudunk, mint eredetéről. Az utolsó király, II. Pszuszennész Amon főpapja volt, aki személyében egyesítette a két királyságot, anélkül azonban, hogy azokat egységes egésszé alakította volna.

## A líbiai fáraók

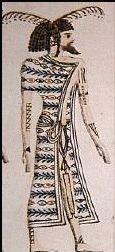
Egy líbiai Egyiptomból

Amit a líbiai törzsek nem értek el fegyverrel Egyiptommal szemben, azt elérték az egyiptomi hadseregen belül. III. Ramszesz második líbiai hadjárata után nem támadtak többé Egyiptomra, hanem felajánlották szolgálataikat, mint zsoldosok. Fizetség gyanánt földet kaptak, s így katonai kolóniákat hoztak létre, melyeknek vezetői a „Me-k nagy főnökei” címet kapták. A Me annak a mesnues nevű törzsnek a rövidítése, amely a „tengeri népekkel” együtt érkezett Líbiába, s több rohamban ostromolta Egyiptom határait. Átvették az egyiptomi szokásokat, elfogadták a vallást, csak líbiai nevüket őrizték meg, s a hajukban kettős tollat hordtak, amiről fel lehetett ismerni eredetüket. A XXI. dinasztia utolsó éveiben megnőtt a líbiai katonai vezetők befolyása. II. Pszuszennésznek nem született fia, ezért a líbiai katonai vezetők közül választott utódot. Így lett a következő fáraó I. Sesonk (Sosenk), a XXII. dinasztia megalapítója (ur. i. e. 945-924). I. Sesonk egy bubasztiszi (ma Tell-Baszta) líbiai családhoz tartozott, melynek már a hatodik generációja élt Egyiptomban és már legkevesebb egy emberöltővel Sesonk hatalomra jutása előtt is nagy tekintélynek örvendett. I. Sesonk nem a hadseregben, hanem a heracleopolisi papi rendben emelkedett magasra, s házassága révén került kapcsolatba a királyi családdal. A XXII. dinasztiával Egyiptom történetében új korszak köszöntött be, a líbiai fáraók kora, amikor is Egyiptomban idegen királyok uralkodtak. I. Sesonk székhelyének Bubasztiszt tette meg. Théba és Bubasztisz egyidejű fennhatósága azonban kezdettől fogva kényes egyensúlyon alapult, s a főváros továbbra is Tanisz maradt, és a fáraók ide is temetkeztek. I. Sesonk megszilárdította hatalmát, s a thébai főpapi ág kihalását saját javára fordítva, elérte egyik fiának, Juputnak thébai főpapi beiktatását, ezzel megkísérelve Egyiptom újbóli központosítását. Másik fiát, Nemaretet pedig Hérakleopolisz főparancsnokának nevezte ki. I. Sesonk – karnaki domborművek tanúsága szerint – hadjáratot vezetett Palesztinába. Ázsiában valószínűleg Sziamon (ur. i. e. 978-959) nyomdokain haladt, de hozzá képest nagyobb vállalkozás keretében. A Bibliából tudjuk, hogy kihasználva az izraeli királyság megosztottságát Salamon halála után, rajtaütött Jeruzsálemen (i. e. 930) , s magával vitte Salamon minden kincsét és egészen Megiddóig vonult. Mindeközben felelevenítette a kapcsolatokat Egyiptom hagyományos kereskedelmi partnerével, a föníciai partokon fekvő Büblosszal, s azok a következő nemzedékeken át is fennmaradtak. A jeruzsálemi zsákmányból újra elkezdődtek az építkezések, amelyek azonban méretükben vagy kivitelükben meg sem közelítették a korábbi dicsőséges korok alkotásait, bár a király a Karnaki templomban oszlopsort építtetett, melyen megörökítette hadjáratát.
A XXII. (bubasztiszi) dinasztia fáraói tehát átmenetileg megerősítették a központi hatalmat, elsősorban a Deltában letelepített katonai telepesek (görög zsoldosok) és a thébai papság erejére támaszkodva. Végbement a termelőerők jelentős fejlődése. Tökéletesedett a fémfeldolgozás, textilipari központok jöttek létre (Memphisz, Achmim), a kereskedelem és az ipar fellendülése az ezüstpénz növekvő forgalmához vezetett. Határozott alakot öltött a földbirtok magántulajdona.

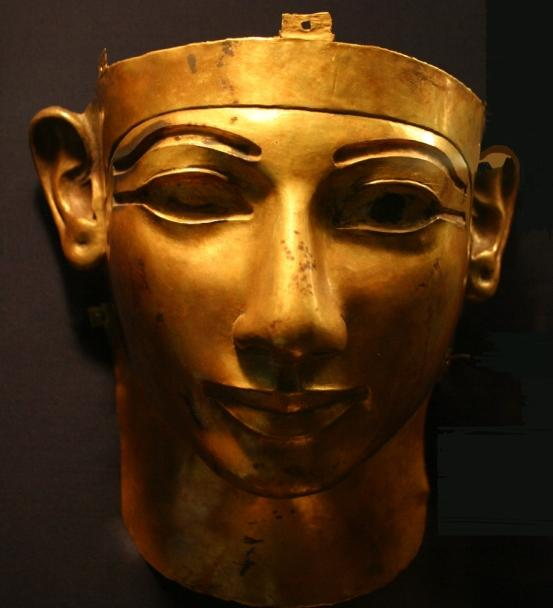
II. Sesonk

A XXII. dinasztia kora II. Takelóthtól (i. e. 860-835 vagy i. e. 850-825) a konfliktusok és a hanyatlás korszakává vált egy viszonylag békésebb időszak után. A belviszályokra a legfőbb okot Oszorkonnak, Takelóth fiának és örökösének Amon főpapjává tétele szolgáltatta, aki e méltóságon kívül katonai funkciókat is betöltött. Egy thébai feliratból tudjuk, hogy a thébaiak nem fogadták el Oszorkont, s ez volt az elhúzódó polgárháború kiváltó oka.

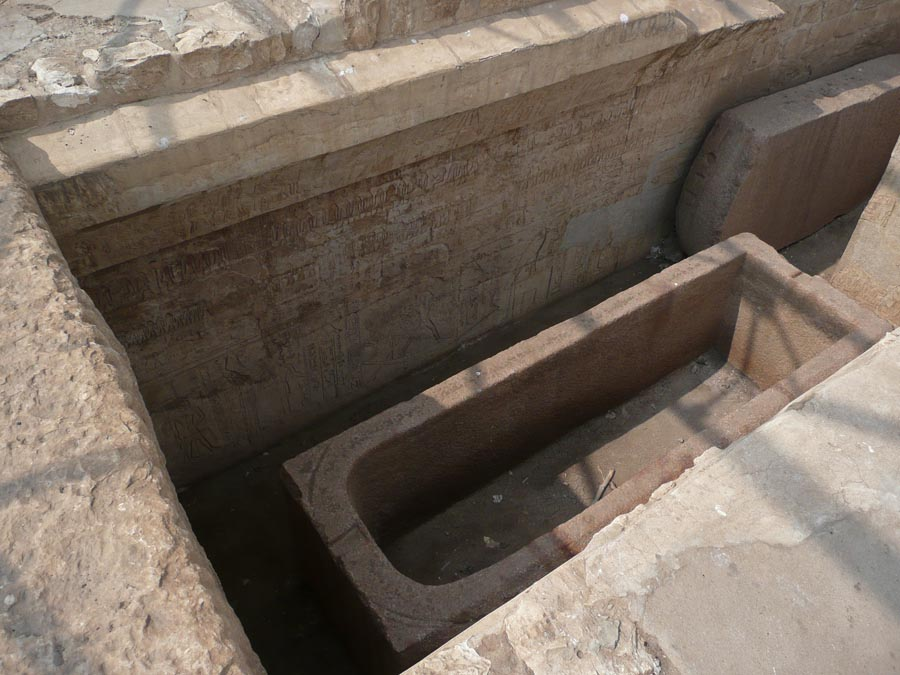
III. Sesonk sírja Taniszban

III. Sesonk (Sosenk) uralkodásától (i. e. 835-783 vagy ie. 825-786) kezdve a királyság mindinkább a különféle trónkövetelők között darabolódott fel. III. Sesonk is nyilvánvalóan bitorolta az eredetileg bátyjának, Oszorkon főpapnak szánt trónt. Az első, III. Sesonk mellett fáraónak elismert rivális a XXIII.dinasztiából származó I. Pedubaszt (Pedubaszte) (ur. i. e. 828-803 vagy i. e. 818-793) volt. Ettől fogva megnyílt az út bármelyik kisebb hatalmasság számára, hogy valahol megszerezve a helyi lakosság támogatását, királynak neveztesse önmagát. Az i. e. 8. század vége felé már számos királyt találunk az országban, miközben – teljesen különválva a hivatalos listából kirekesztett egyéb királyoktól – a XXII-XXV. dinasztiák egyidejűleg uralkodtak.
A királyság gyengülésével párhuzamosan hasonló folyamat ment végbe az Amon-főpapság intézményeiben is. A XXIII. dinasztiához tartozó IV. Oszorkon (i. e. 777-749 vagy i. e. 730-715) Thébában lányát, Sepenvepetet helyezte az „Amon isteni hitvese” elnevezésű régi méltóságba. Ettől fogva a „hitves”, aki házasságot nem köthetett és hivatalát „örökbefogadás” útján adta tovább, a királyi család és a thébai terület legfőbb vallási személyisége volt. Ma már tudjuk, hogy később a valóságos hatalmat a névleg alárendelt férfi tisztségviselők gyakorolták, azonban Sepenvepet esetében ez még nem nyilvánvaló. A líbiai dinasztiák (XXII-XXIII.) uralkodói elsők voltak az egyenlők között, egy olyan társadalomban, amelyben – Hérodotosz, Platón és Diodórosz szerint is – feltételezhetően a foglalkozások öröklődők voltak, s létezett katonai hivatás, melyhez tartozók semmiféle más foglalkozást nem űzhettek. A katonák valamivel több, mint egy negyed hektár adómentes földet kaptak, garnizonokban éltek katonai parancsnokok vagy főpapok irányítása alatt, s évi váltásban két ezred állt testőrségként a király rendelkezésére. Ilyen körülmények között alakult ki e két dinasztia korában a kettős, esetenként többes hatalom az országban.

## A napata vagy kusita korszak kezdete

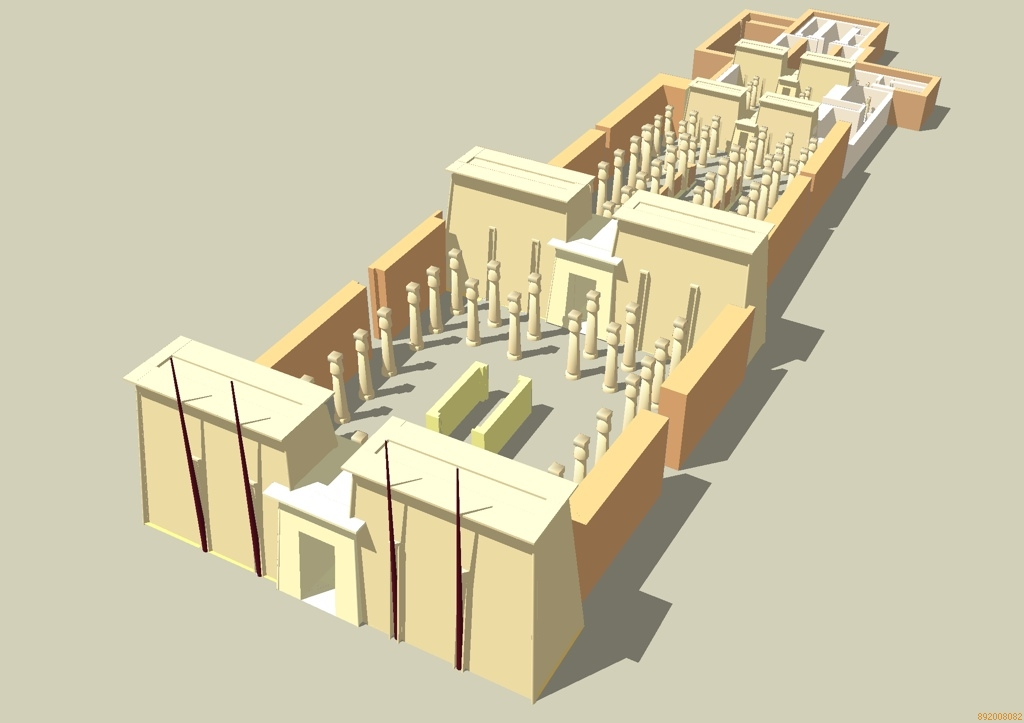
Ilyen lehetett az Amon templom a Barkal hegyen

A XXIII. dinasztiának Théba fölötti ellenőrzése rövid ideig tartott. Az egyiptomi kultúra hatása alatt álló Núbia sötét bőrű uralkodói, akik a thébai papi XXI. dinasztia leszármazottai voltak, jogot formáltak a fáraó koronájára is. A hatalom évezredes vonzásán túl talán a vallási kapcsolat adhatott erre okot. Az etióp főváros, Napata mellett, a Gebel Barkalon, vagyis Barkal hegyén nem messze a Nílus negyedik kataraktájától, hatalmas Amon templom emelkedett. Amon tisztelete jelezte, hogy meggyökeresedett a Thutmosziszok korától számítható, tehát mintegy hét évszázados egyiptomi befolyás. Napata városa kívül esett a núbiai alkirály alá tartozó területen, de feltételezhető, hogy kapcsolatban volt Amon isten szent városával. Ezért gyanítható, hogy a núbiaiak kényszerítették Sepenvepetet I. Amenirdisznek, Kasta leánytestvérének az adoptálására. Az így megteremtett hivatkozási alap már okot szolgáltatott arra, hogy a Núbia fejedelmei Kasta és utódja (testvére vagy fia) Piye (Pianchi, Peye) Egyiptom fáraóinak nevezzék magukat, majd elfoglalják Felső-Egyiptomot. Kasta uralkodásával kezdetét vette i. e. 760-ban a XXV. (napata vagy kusita) dinasztia kora.

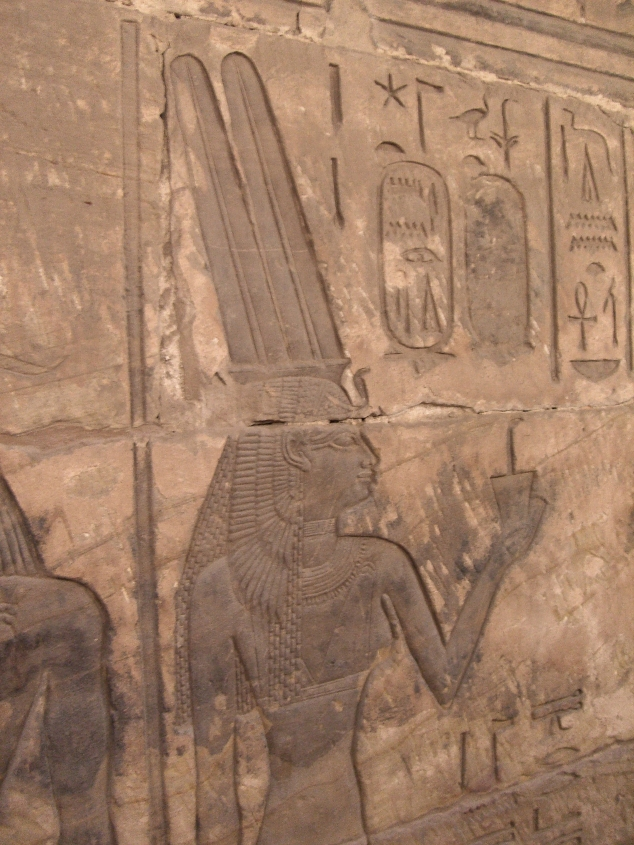
I. Amenirdisz Medinet Habuban

Az i. e. 8. század vége felé Egyiptomban a két legfontosabb, egymással szemben álló csoport egyike a XXIV. dinasztia, melynek tagjai akkor a Delta nyugati részén fekvő Szaisz helyi uralkodói voltak. A másik csoportok a XXV. dinasztia tagjai alkották. I. e. 730 körül összecsaptak, amelynek oka talán az lehetett, hogy a szaiszi befolyás átterjedt Théba hagyományosan kizárólagos felségterületére, a Nílus-völgyre, egy olyan területrészre, melynek fő igénylői a XXV. dinasztia tagjai voltak. Piye, aki i. e. 750 és i. e. 740 között lett valamikor fáraó hadjáratot indított, s elfoglalta Thébát is. A Nílus mellett tovább haladva egészen Memphiszig hatolt. A Delta vidéken legalább négy királyi család uralkodott a maga területén. Közülük a szaiszi Tefnaht kísérelte meg Egyiptom egyesítését. A Deltában nem találkozott különösebb ellenállással. Közép-Egyiptomban azonban már útját állták a núbiai csapatok. Piye hadjáratának célja ezért az volt, hogy a helyi uralkodókat, s különösen a szaiszi Tefnahtét meghódoltassa. Erről az epizódról a napatai Amon-templomban felállított hatalmas sztélé tudósít, melynek feliratai és domborművei egyaránt rendkívül érdekesek. A relief négy, kártusokban megnevezett királyt ábrázol, amint hódolatukat fejezik ki Piyének. Elméletileg Tefnahte (aki nem nevezte magát királynak) is meghódolásra kényszerült, személyesen azonban nem jelent meg Piyénél. Az egész ügy közvetlen hatása csekély volt, ugyanis Piye beérte igénye teljesítésével, és anélkül, hogy Egyiptom egyeduralkodójává tette volna magát, visszatért Napatába, s államának székhelye Napata maradt. Piye feliratában önmagát az egyiptomiaknál is egyiptomibbnak állítja be, a hadjáratot pedig szinte az ország tévelygéseinek helyreigazítását célzó szent küldetésként értelmezi. Ez annyiban igaz, hogy Napata volt az Amon-kultusz ősi centruma, Piye azonban ezt egy politikai lépés vallásos igazolására használta fel.
(Baines, John, Málek, Jaromír. Az ókori Egyiptom atlasza, ford. Udvarhelyi László (magyar nyelven), Budapest: Helikon Kiadó Kft.. 1. kiadás: ISBN 963-208-068-8, 2. kiadás: ISBN 963-208-642-2 [1992] (2000)
a Piye utáni korszakot már a későkor részeként tárgyalja, a többi forrásmű azonban a harmadik átmeneti kort a XXVI. dinasztia vagy Szaiszi-kor előtti időszakra teszi.)
Piye uralkodásának végéig (i. e. 716 és i. e. 710 között) a Deltában a XXIV. dinasztia uralkodói az asszír előrenyomulást igyekeztek feltartóztatni és ebben a küzdelemben jelentősen meggyengültek. Ezt a helyzetet használta ki Sabaka (Sabakó) fáraó (ur. i. e. 716/712-702/698). Uralkodásának első esztendejében kiújult a Napata és Szaisz közötti konfliktus. Sabaka ezért újabb hadjáratot vezetett Egyiptomba, s i. e. 715-ben meghódította a Deltát. A XXIV. dinasztiához tartozó Bokkhórisz fáraót (i. e. 719/717-714/712) , Tefnahte fiát, Manethón szerint Sabaka foglyul ejtette és megégettette. Sabaka akciója végérvényesen megszüntette a „több királysággal” jellemezhető állapotot az országban. Uralkodásától kezdve a núbiaiak Egyiptom mint egész iránt a korábbinál jóval nagyobb érdeklődést mutattak, Memphiszt tették meg fővárosnak, s időről időre magában Egyiptomban laktak. Sabaka uralkodásának emlékeivel nemcsak a déli templomokban, Karnakban, Luxorban, Medinet Habuban, Denderában, hanem Alsó-Egyiptomban, Memphiszben, Butóban is találkozunk. Sabaka utódai az asszírokkal is érintkezésbe kerültek Palesztinában, s bár különböző csodálatos történetek maradtak fenn az asszírok megfutamodásáról, valószínűnek látszik, hogy azokat a seregben kitört pestis késztette visszavonulásra.
A többi király eltávolítása a politikai struktúrát nem változtatta meg túlságosan, a helyi uralkodók továbbra is széles körű függetlenséget élveztek. A változások ugyanakkor számottevő gazdasági eredménnyel jártak. A fél évszázados núbiai uralom annyi műemléket hozott létre Felső-Egyiptomban, mint az előző kettő együttvéve; figyelemre méltó művészeti megújhodás következett be, ami inspirációit a megelőző korszakokból merítette.
A gazdasági haladás Sabataka és Taharka alatt is folytatódott. A XXV. dinasztia legemlékezetesebb királya Taharka volt, aki sok emléket hagyott maga után Egyiptom és Núbia számos helyén. Nevét Meroé későbbi fővárosában is megtalálták. Az uralkodásának 6. évére eső bőséges áradás jótékony hatásáról számos felirat részletesen beszámol, s ugyanezt a karnaki parton a vízszinteket jelző feliratok is megerősítik. Ekkor tehát általános lehetett az áradás magas szintje, ami ugyancsak hozzájárult az anyagi virágzáshoz.

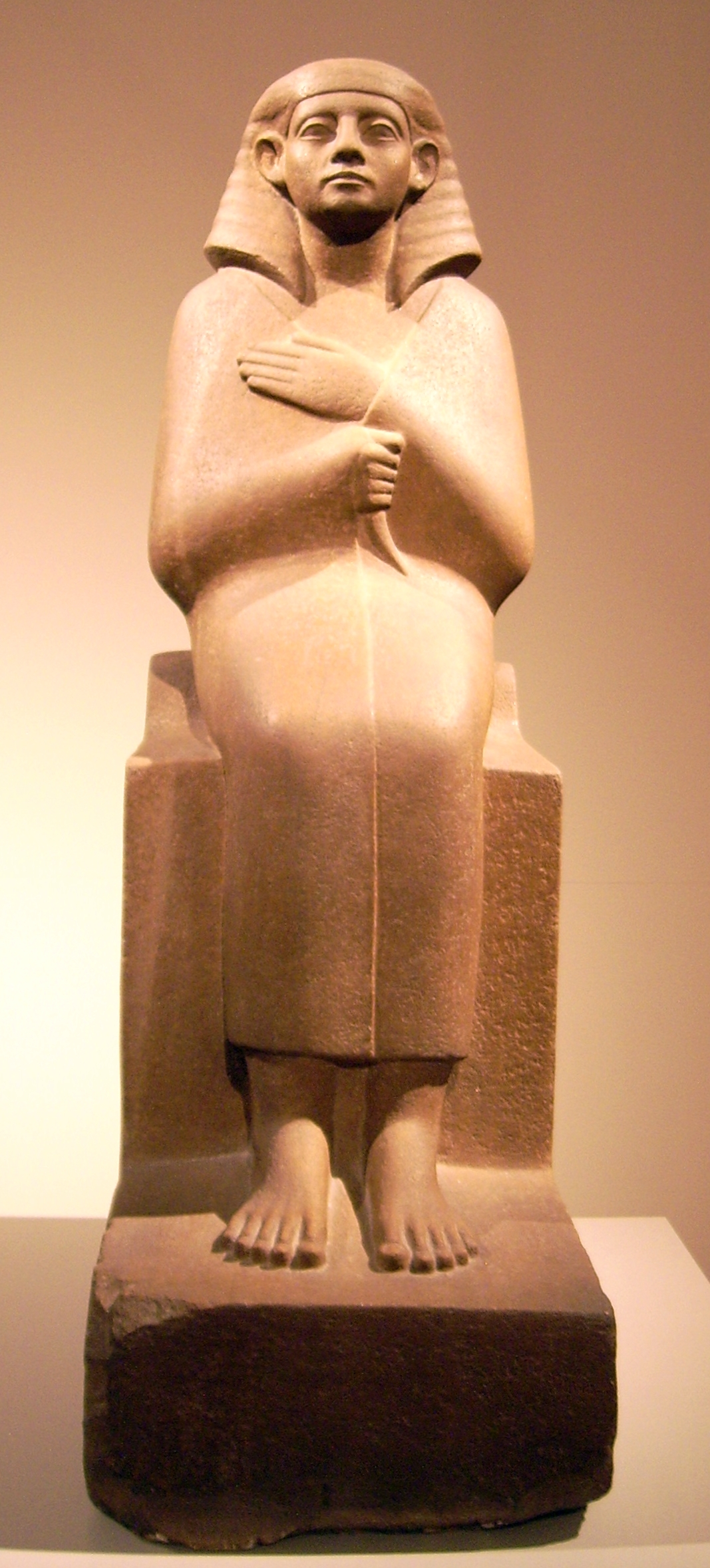
Montemhet szobra a berlini Neues Museum egyiptomi gyűjteményében

Thébában I. Amenirdisz adoptálta Sebitku nővérét, II. Sepenvepetet, s az Amon-kultusszal összefüggő más magas tisztségeket is a núbiai királyi család tagjai töltöttek be. Taharka uralkodása idején II. Sepenvepet örökbe fogadta II. Amenirdiszt. E területen azonban a tényleges hatalmat egy vagy két helyi család birtokolta. Théba legfontosabb személyisége Amon negyedik papja és a „város hercege”, Montemhet volt, aki ténylegesen uralta Felső-Egyiptom nagy részét, és még a XXVI. dinasztiát is megérte. Sírja, szobrai és feliratai a korszak első magánemlékművei, méghozzá nagyobb méretűek, mint az újbirodalom korából származó sírok, s nagyfokú mesterségbeli tudást tükröznek.
Taharka építőmunkáját azonban megzavarta az asszírok támadása, akik királyuk Asszarhaddon (Assur-ah-iddina) vezérletével i. e. 671-ben – egy i. e. 674-ben végrehajtott sikertelen támadás után, melyet Taharka csapatai a szilei határállomásnál visszavertek - a Sínai-sivatagon keresztül behatoltak Egyiptomba, s győztes csaták után elfoglalták Memphiszt. Assur-ah-iddína ugyan kikiáltotta magát Alsó- és Felső-Egyiptom és Etiópia királyának, de hazatért saját országába és Taharkának így sikerült Memphiszt visszafoglalnia. Három évi béke után azonban az új asszír uralkodó, Assur-bán-apli asszír és szíriai katonákból álló serege végleg legyőzte Taharka csapatait, s a fáraónak vissza kellett vonulnia Núbiába, ahol nem sokkal később elhunyt. Nuri nekropoliszában emeltek neki piramist. Taharka utóda, Tanutamon ellentámadást indított az asszírok ellen. Vállalkozása sikeresen indult. Eljutott Memphiszig, ahol leverte az asszíroknak behódolt déli családok csapatait, azonban az észak felől érkező asszírok visszaszorították, s nem tudta megvédeni Thébát, amelyet az asszír csapatok feldúltak és kifosztottak. Az etióp király visszavonult Napatába, s Núbia elszakadt Egyiptomtól.

## A harmadik átmeneti kor fáraói a különböző forrásokban
| Magyar nagylexikon |
| --- |
| - XXI. dinasztia - Szmendész (i. e. 1070/69–1044/43) - Amenemniszut (i .e. 1044/43–1040/39) - I. Pszuszennész (i. e. 1044/43–994/93) - Amenemope (i. e. 996/95–985/84) - Oszokhór (i. e. 985/84–979/78) - Sziamon (i. e. 979/78–960/59) - II. Pszuszennész (i. e. 960/59–946/45) - XXII. dinasztia - I. Sesonk (i. e. 945–924) - I. Oszorkon (i. e. 924–889) - I. Takelóth (i. e. 889–874) - II. Sesonk (társuralkodó) (i. e. 877–875) - II. Oszorkon (i. e. 874–850) - Harsziésze (társuralkodó) (i. e. 870–850) - II. Takelóth (i. e. 850–825) - III. Sesonk (i. e. 825–786) - IV. Sesonk (i. e. 786–773) - Pimai (i. e. 730–715) - XXIII. dinasztia - I. Pedubaszt (i. e. 818–793) - VI. Sesonk (i. e. 793–787) - III. Oszorkon (i. e. 787–755) - III. Takelóth (i. e. 755–735) - Rudamun (i. e 735–731) - II. Juput (i. e. 721–715) - XXIV. dinasztia - Tefnaht (i. e. 740–719/17) - Bokkhórisz (i. e. 719/17–714/12) - XXV. dinasztia - Kasta (i. e. 760–747) - Pije (i. e. 747–716) - Sabakó (i. e. 716–702) - Sebitkó (i. e. 702–690) - Taharkó (i. e. 690–664) - Tanutamon (i. e. 664–656) |

| Az ókori Egyiptom atlasza |
| --- |
| - XXI. dinasztia - Szmendész (i. e. 1070–1044) - Amenenmniszu (i. e. 1044–1040) - I. Pszuszennész (i. e. 1040–992) - Amenemopé (i. e. 993–984) - I. Oszorkon (i. e. 984–978) - Sziamún (i. e. 978–959) - II. Pszuszennész (i. e. 959–945) - XXII. dinasztia - I. Sosenk (i. e. 945–924) - II. Oszorkon (i. e. 924–909) - I. Takeóth (i. e. 909–?) - II. Sosenk (i. e. ?–883) - III. Oszorkon (i. e. 883–855) - II. Takeóth (i. e. 860–835) - III. Sosenk (i. e. 835–783) - Pami (i. e. 783–773) - V. Sosenk (i. e. 773–735) - V. Oszorkon (i. e. 735–712) - XXIII. dinasztia - I. Pedubaszté (i. e. 828–803) - IV. Oszorkon (i. e. 777–749) - Peftjaauibaszt (i. e. 740–725) - XXIV. dinasztia (szaiszi) - Tefnaht (i. e. 724–717) - Bokkhórisz (i. e. 717–712) - XXV. dinasztia - Kasta (i. e. 770–750) - Pije (i. e. 750–712) - Sabaka (i. e. 712–698) - Sebitku (i. e. 698–690) - Taharka (i. e. 690–664) - Tantamai (i. e. 664–657) |

| Ókori civilizációk: Egyiptom |
| --- |
| - XXI. dinasztia - I. Szmendész (i. e. 1069–1043) - Amenemniszu (i. e. 1043–1039) - I. Pszuszennész (i. e. 1039–991) - Amenemope (i. e. 993–984) - Oszokhór (i. e. 984–978) - Sziamon (i. e. 978–959) - II. Pszuszennész (i. e. 959–945) - XXII. dinasztia - I. Sesonk (i. e. 945–924) - I. Oszorkon (i. e. 924–889) - II. Sesonk (i. e. 890) - I. Takelóth (i. e. 889–874) - II. Oszorkon (i. e. 874–850) - II. Takelóth (i. e. 850–825) - III. Sesonk (i. e. 825–773) - Pimay (i. e. 773–767) - V. Sesonk (i. e. 767–730) - IV. Oszorkon (i. e. 730–715) - XXIII. dinasztia - Petubasztisz (i. e. 818–793) - I. Juput (i. e. 804–783) - IV. Sesonk (i. e 783–777) - III. Oszorkon (i. e. 777–749) - III. Takelóth (i. e. 754–734) - Rudamon (i. e. 734–731) - II. Juput (i. e. 731–715) - Hérakleopolisz királya - Peftáubaszt (i. e. 749–720) - Hermupolisz királya - Nemaret (i. e. 749–725) - XXIV. dinasztia - Tefnakht (i. e. 727–720) - Bokhórisz (i. e. 720–715) - Núbia királyai - Alara (i. e. 780–760) - Kasta (i. e. 760–747) - Peye (Piankhi) (i. e. 747–716) - XXV. dinasztia - Sabaka (i. e. 716–702) - Sabatak (i. e. 702–690) - Taharka (i. e. 690–664) - Tanutamon (i. e. 664–656) |